# The Dead (banda)

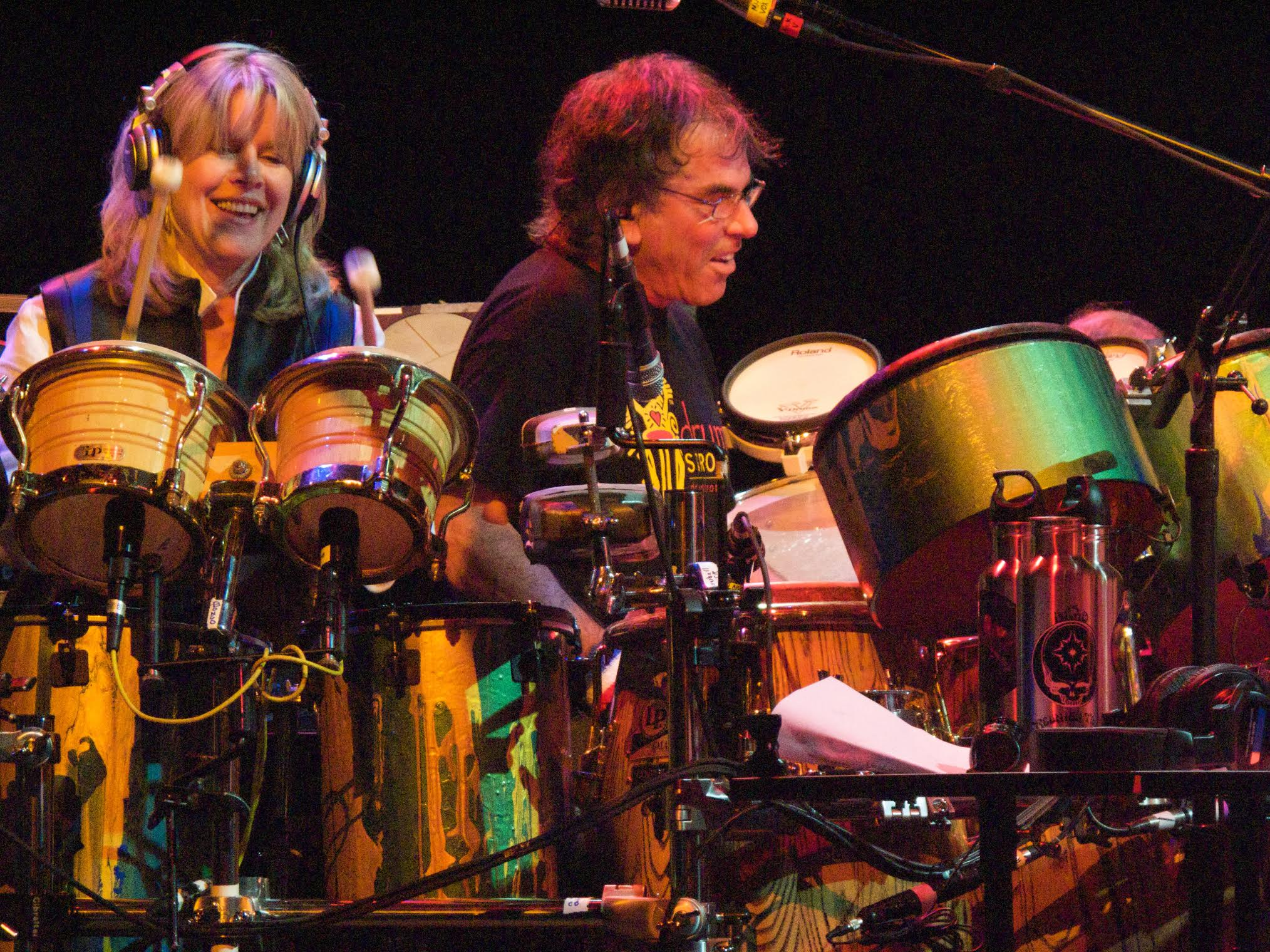
Tipper Gore e Mickey Hart tocando bateria juntos durante o show do The Dead em abril de 2009

The Dead foi uma banda de rock americana composta por alguns dos ex-membros da Grateful Dead.
Após a morte de Jerry Garcia em 1995, Bob Weir, Phil Lesh, Mickey Hart e Bill Kreutzmann formaram a banda The Other Ones, realizando turnês em 1998 (sem Kreutzmann), 2000 (sem Lesh) e 2002, e lançaram uma. álbum, The Strange Remain. Em 2003, eles mudaram seu nome para The Dead.

## Turnês
Além de Weir, Lesh, Hart e Kreutzmann, a programação da banda em 2003 incluía Jimmy Herring, Jeff Chimenti, Rob Barraco e Joan Osborne. A banda foi oficialmente anunciada como The Dead em 14 de fevereiro de 2003 no Warfield em São Francisco. Mais tarde naquele ano, a banda abriu sua turnê de verão (intitulada "Summer Getaway") em 15 de junho no Bonnaroo Music Festival. Eles terminaram 2003 com duas datas de Ano Novo no Coliseu de Oakland, em 30 e 31 de dezembro.
Em 2004, Herring e Chimenti permaneceram na formação e se juntaram a Warren Haynes. A banda tocou uma breve jam de inverno e uma turnê de verão de três meses chamada Wave That Flag Tour. Em 2006, o guitarrista Jimmy Herring se juntou ao grupo Widespread Panic após a saída de George McConnell do grupo.
Em 4 de fevereiro de 2008, Bob Weir, Phil Lesh e Mickey Hart, juntamente com vários outros músicos, fizeram um show chamado "Deadheads for Obama", no Warfield em São Francisco. Em 13 de outubro de 2008, Weir, Lesh, Hart e Kreutzmann, acompanhados por Warren Haynes e Jeff Chimenti, fizeram um segundo show para a campanha de Obama, chamado "Change Rocks", na Universidade Estadual da Pensilvânia. Em 20 de janeiro de 2009, a mesma formação tocou um dos dez bailes oficiais da posse do presidente Obama.
A banda fez uma turnê pelos Estados Unidos na primavera de 2009, tocando 23 shows em abril e maio, com uma formação de Bob Weir, Phil Lesh, Bill Kreutzmann, Mickey Hart, Warren Haynes e Jeff Chimenti. Durante a segunda noite da turnê da primavera de 2009, eles se juntaram ao palco por Tipper Gore, que se sentou na bateria durante a música de encerramento "Sugar Magnolia". Durante duas noites em Nova Jérsia, em abril de 2009, eles se reuniram com o ex-colaborador da Grateful Dead, Branford Marsalis, no saxofone.
Após a turnê da Dead de 2009, Bob Weir e Phil Lesh se apresentaram juntos pelos próximos cinco anos com sua nova banda, Furthur.
Desde a separação da Furthur em novembro de 2014, os membros sobreviventes da Grateful Dead continuaram a tocar em projetos paralelos com elencos rotativos de músicos. Como parte de sua comemoração "Fare Thee Well", em homenagem ao 50.º aniversário da Grateful Dead, os membros sobreviventes se reuniram (embora não sejam originalmente da "The Dead") para fazer cinco shows, que também seriam os shows finais que eles iriam tocar juntos como um grupo. Eles tiveram o suporte do líder da Phish, Trey Anastasio, na guitarra e nos vocais, Bruce Hornsby no piano e nos vocais e Jeff Chimenti nos teclados. Houve dois shows para iniciar o "Fare Thee Well" no Levi's Stadium — a poucos quilômetros de onde a Grateful Dead começou como uma banda cinquenta anos antes.
Os três últimos shows "Fare Thee Well" foram realizados em Soldier Field, em Chicago, Illinois. Os shows quebraram o recorde de presença no show do Soldier Field a cada noite consecutiva.
A partir de 2015, Weir, Kreutzmann, Hart e Chimenti continuam tocando juntos como Dead & Company, junto com Oteil Burbridge no baixo e John Mayer na guitarra e nos vocais.